# George Walker
George Walker, född 1763 i Culpeper County, Virginia, död 1819 i Nicholasville, Kentucky, var en amerikansk politiker (demokrat-republikan). Han representerade delstaten Kentucky i USA:s senat från augusti till december 1814.
Walker tjänstgjorde i kontinentala armén i amerikanska revolutionskriget. Han flyttade 1794 till Kentucky. Han studerade sedan juridik och inledde 1799 sin karriär som advokat i Nicholasville. Han var ledamot av delstatens senat 1810-1814. Senator George M. Bibb avgick 1814 och Walker tillträdde som senator den 30 augusti. Han efterträddes senare samma år av William T. Barry.